# Mon voisin le tueur
Série
Mon voisin le tueur 2
(2004)
Pour plus de détails, voir Fiche technique et Distribution.
Mon voisin le tueur (The Whole Nine Yards), ou  Le Nouveau Voisin au Québec et au Nouveau-Brunswick, est un film américain réalisé par Jonathan Lynn, sorti en 2000.
Le film fait l’objet d’une suite qui sort en 2004, Mon voisin le tueur 2.

## Synopsis
Nicholas « Oz » Oseransky est un paisible dentiste de Montréal, dont la vie tourne au cauchemar. Endetté, coincé entre une épouse acariâtre, Sophie, et une belle-mère guère plus avenante, il est prêt à tout pour retrouver sa liberté. Il n'a guère que son assistante au cabinet qui semble l'apprécier. Il manque de s'évanouir en découvrant que son nouveau voisin n'est autre que Jimmy Tudeski, dit Jimmy la Tulipe, l'ancien exécuteur du gang Gogolack, libéré pour avoir balancé son chef à la police. Sophie oblige son mari à aller dénoncer Tudeski à Janni Gogolack. Celui-ci tient en otage la femme du tueur, dont Oz tombe amoureux. Janni, découvrant le lieu de résidence de son ancien homme de main, vient pour le tuer. Mais Tudeski, allié à l'assistante d'Oz fascinée par le tueur, l'attend de pied ferme. Oz, terrorisé, va devoir les aider.

## Fiche technique
- Titre original : The Whole Nine Yards
- Titre français : Mon voisin le tueur
- Titre québécois : Le nouveau voisin
- Réalisation : Jonathan Lynn
- Scénario : Mitchell Kapner
- Direction artistique : André Chamberland
- Décors : Mary Lynn Deachman
- Costumes : Edi Giguere
- Photographie : David Franco
- Montage : Tom Lewis
- Musique : Randy Edelman, Gary Gold
- Producteurs : Allan Kaufman, David Willis
- Producteurs exécutifs : Elie Samaha, Andrew Stevens
- Sociétés de production : Franchise Pictures
- Sociétés de distribution : Warner Bros. Pictures (États-Unis), UFD (France)
- Budget : 41,3 millions de dollars US (estimation)
- Pays de production :  États-Unis
- Langue originale : anglais
- Format : couleur — 35 mm — 1,85:1 — son DTS / Dolby Digital / SDDS
- Genre : comédie noire
- Durée : 99 minutes
- Dates de sortie :
  - États-Unis : 18 février 2000
  - France : 10 mai 2000
- Classification :
  - États-Unis : Rated R
  - France : Tous publics (visa d'exploitation no 99477 délivré le 26 avril 2000)

## Distribution
- Bruce Willis (VF : Patrick Poivey ; VQ : Jean-Luc Montminy) : Jimmy Tudeski alias « Jimmy la Tulipe »
- Matthew Perry (VF : Gérard Darier (version cinéma et vidéo) / Emmanuel Curtil (version TV) ; VQ : Alain Zouvi) : Dr Nicholas « Oz » Oseransky
- Rosanna Arquette (VF : Marie-Laure Dougnac ; VQ : Valérie Gagné) : Sophie Oseransky
- Amanda Peet (VF : Julie Dumas ; VQ : Isabelle Leyrolles) : Jill St. Claire
- Natasha Henstridge (VF : Juliette Degenne ; VQ : Hélène Mondoux) : Cynthia Tudeski
- Michael Clarke Duncan (VF : Saïd Amadis ; VQ : Guy Nadon) : Franklin Figeroa alias « Frankie Figs »
- Kevin Pollak (VF : Jacques Bouanich ; VQ : Jean-Marie Moncelet) : Janni Gogolak
- Carmen Ferland : la mère de Sophie
- Stephanie Biddle : elle-même
- Charles Biddle : lui-même

## Accueil

### Box-office
Le film a connu un succès commercial modeste, rapportant 57 262 492 $ aux États-Unis et 49 109 159 $ dans le reste du monde, soit un total de 106 371 651 $ pour un budget de 41 300 000 $.
| Pays ou région        | Box-office    | Date d'arrêt du box-office | Nombre de semaines |
| --------------------- | ------------- | -------------------------- | ------------------ |
| États-Unis            | 57 262 492 $  | 14 mai 2000                | 13                 |
| Total hors États-Unis | 49 109 159 $  | -                          | -                  |
| Total mondial         | 106 371 651 $ | -                          | -                  |

## Autour du film
- Durant le défilement des coupures de presse concernant la carrière de Jimmy Tudeski, on peut reconnaître des photos de Bruce Willis provenant de ses anciens films tels 58 minutes pour vivre, L'Armée des douze singes, Le Chacal ou encore Dernier Recours.
- Durant le tournage, Bruce Willis avait parié que le film serait un échec. Matthew Perry, persuadé du succès du film, avait fait promettre à Willis que si ce dernier perdait son pari, il devrait tourner dans la série Friends. Le film est donc un succès et Bruce Willis a tourné dans trois épisodes de la série.
- Lors de la diffusion télévisée du film en France, la voix de Matthew Perry a été redoublée par Emmanuel Curtil (à noter que celui-ci doublait Perry dans la série Friends).
- En 2004, la suite intitulée Mon voisin le tueur 2 (The Whole Ten Yards) est réalisée par Howard Deutch avec le même quatuor d'acteurs : Bruce Willis, Matthew Perry, Amanda Peet et Natasha Henstridge.